# 春の空気
春の空気（はるのくうき、Frühlingsluft）は、3幕のオペレッタ。
エルンスト・ライター（1851ー1923）が、ヨーゼフ・シュトラウスの曲を舞台でも使用できるようにまとめた。脚本は俳優のカール・リンダウ（1853ー1934）とユリウス・ヴィルヘルム（1871ー1941）。

## 概要
ヨーゼフの死後から33年たった1903年に作曲。
ヨーゼフの曲だけを集め、組み合わせた作品である。

## 楽器編成
フルート2、オーボエ2、クラリネット2、ファゴット2、ホルン4、トランペット2、トロンボーン3、ハープ1、その他弦楽器

## 曲

### 間奏曲
『鍛冶屋のポルカ』などの曲が入っている。